# Crotalaria ballyi
Crotalaria ballyi är en ärtväxtart som beskrevs av Roger Marcus Polhill. Crotalaria ballyi ingår i släktet sunnhampor, och familjen ärtväxter. Inga underarter finns listade i Catalogue of Life.